# Steyr M-A1

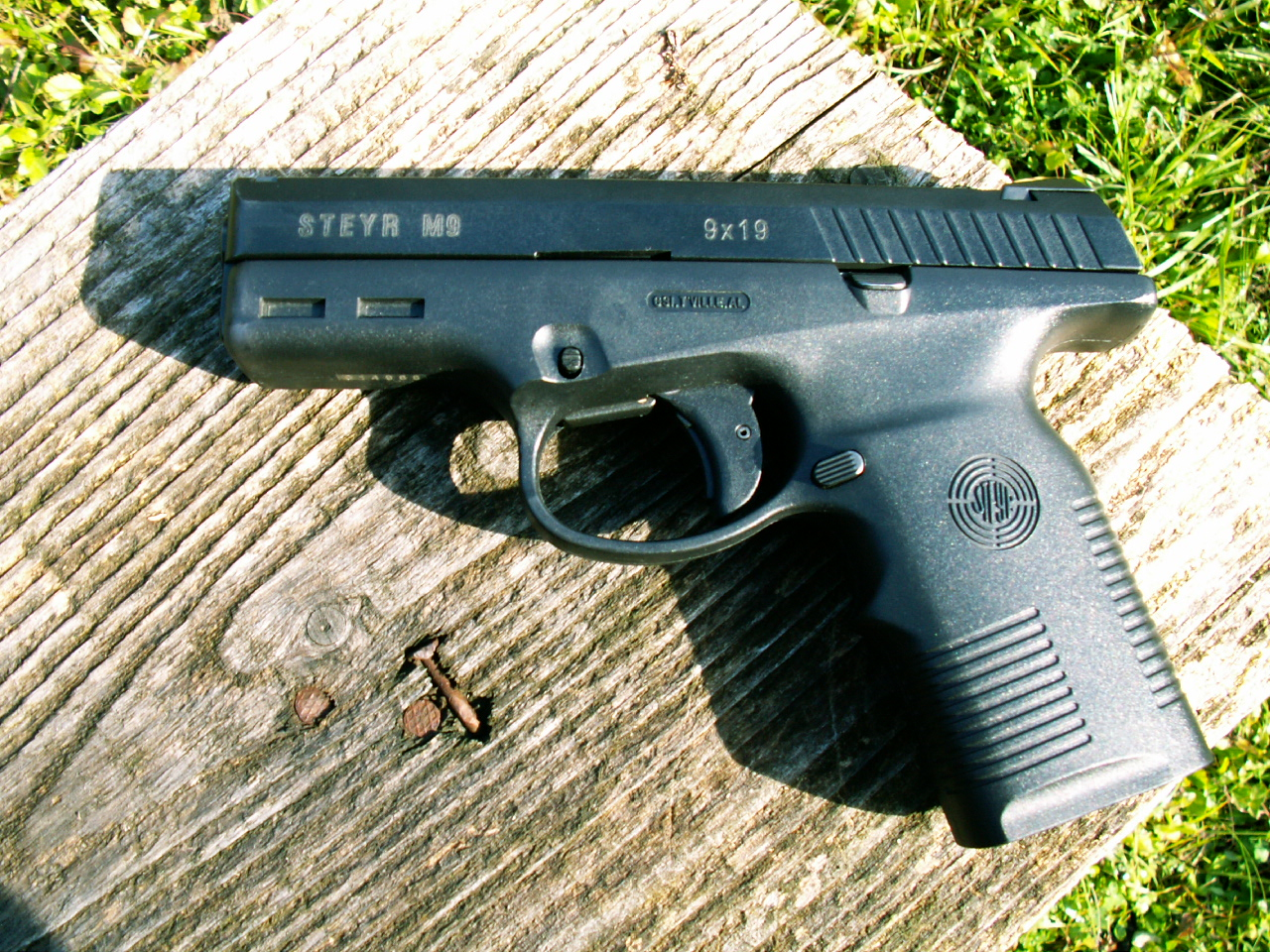
Steyr M pistol M9

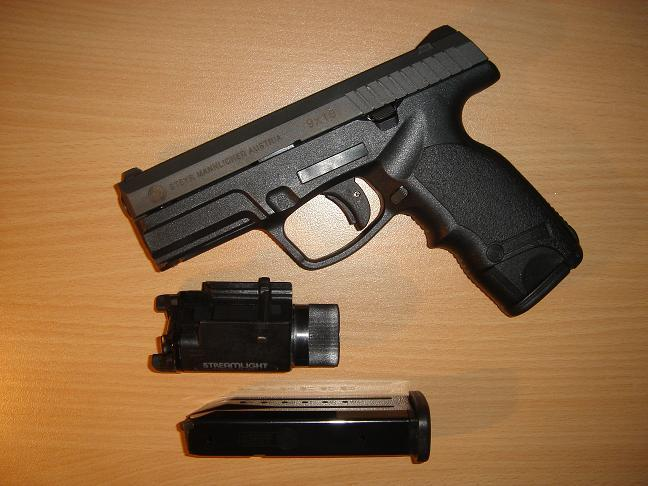
Steyr M-A1 pistol M9-A1

Les pistolets Steyr des série M et série S forme une gamme de pistolets semi-automatiques fonctionnant en double action et de taille respectivement standard et compacte.

## Présentation
Ces armes, qui ont été produites par la firme autrichienne Steyr de 1999 à 2003, sont similaires aux pistolets Glock en y apportant les innovations d'un expert autrichien, Wilhelm Bubits : canon très bas dans la carcasse, instruments de visée triangulaires, sécurités manuelles optionnelles, rails de glissière, levier de démontage plus pratique que le Glock.
Wilhelm Bubits dirige maintenant le département « Recherche et développement » de la marque Caracal.
Ces armes étaient disponibles en 9 mm Parabellum et .40 S&W, et .357 SIG en option pour le Steyr M (les armes étant appelées M-9, M-40, M-357, S-9 et S-40). Seuls les modèles en 9 mm et 40 SW sont encore fabriqués sous leurs nouvelles appellations.

## Évolution de la gamme
Le 1er janvier 2004 le Steyr M a été remplacé par le Steyr M-A1, une version améliorée, la production du Steyr S étant également arrêtée. La carcasse synthétique du M-A1 intègre désormais un rail Picatinny sous le canon permettant de monter facilement des accessoires tels qu'une torche ou un désignateur laser, et la poignée a été redessinée, elle est désormais beaucoup plus ergonomique.
Disponible comme son prédécesseur en 9 mm, .40 S&W, et .357 SIG sur commande, cette arme dispose de nombreuses sécurités manuelles en option (dont le verrouillage total de l'arme commandé par une clé unique pour toutes les armes produites, ce qui vise la sécurité lors du transport) et des indicateurs de chambre tactile (ergot à l'arrière) et visuel (ajour sur le dessus de l'arme montrant la chambre).
Depuis l'été 2007, l'indicateur faisant saillie a été supprimé, la finition de la poignée permet une meilleure tenue. L'appellation officielle est M9 A1. Finalement la gamme s'agrandit avec un modèle à canon long commercialisé en 2013 sous l'appellation L9 A1.
L'arme est réputée pour sa précision et son faible recul en 9 mm.

## Caractéristiques & Variantes
| Série | Modèle  | Munition      | Longueur | Hauteur | Epaisseur | Canon  | Masse (pistolet déchargé)                             | Capacité du chargeur (nombre de coups) |       |       |       |        |
| ----- | ------- | ------------- | -------- | ------- | --------- | ------ | ----------------------------------------------------- | -------------------------------------- | ----- | ----- | ----- | ------ |
| L-A1  | L9      | 9x19mm        | 188 mm   | 136 mm  | 30 mm     | 115 mm | 810 g                                                 | 10, 17                                 |       |       |       |        |
| L-A1  | L40     | .40 S&W       | 188 mm   | 136 mm  | 30 mm     | 115 mm | 810 g                                                 | 10, 12                                 |       |       |       |        |
| M     | M9      | 9x19mm 9x21mm | 176 mm   | 136 mm  | 30 mm     | 101 mm | 747 g ( Unité « » inconnue du modèle {{Conversion}}.) | 10, 14, 15, 17                         |       |       |       |        |
| M     | M40     | .40 S&W       | 176 mm   | 136 mm  | 30 mm     | 101 mm | 767 g                                                 | 10, 12                                 |       |       |       |        |
| M     | M357    | .357 SIG      | 176 mm   | 136 mm  | 30 mm     | 101 mm | 778 g                                                 | 10, 12                                 |       |       |       |        |
| M-A1  | M9-A1   | 9x19mm 9x21mm | 176 mm   | 136 mm  | 30 mm     | 102 mm | 851 g                                                 | 10, 14, 15, 17                         |       |       |       |        |
| M-A1  | M40-A1  | .40 S&W       | 176 mm   | 136 mm  | 30 mm     | 102 mm | 851 g                                                 | 10,12                                  |       |       |       |        |
| M-A1  | M357-A1 | .357 SIG      | 176 mm   | 136 mm  | 30 mm     | 102 mm | 861 g                                                 | 10,12                                  |       |       |       |        |
| S     | S9      | 9x19mm        | 168 mm   | 117 mm  | 30 mm     | 91 mm  | 725 g                                                 | 10, 14, 15, 17                         |       |       |       |        |
| S     | S40     | .40 S&W       | 168 mm   | 117 mm  | 30 mm     | 91 mm  | 725 g                                                 | 10, 12                                 |       |       |       |        |
| S-A1  | S9-A1   | 9x19mm        | 166,5 mm | 123 mm  | 30 mm     | 92 mm  | 739 g                                                 | 10, 14, 15, 17                         |       |       |       |        |
| S-A1  | S40-A1  | .40 S&W       | 166,5 mm | 123 mm  | 30 mm     | 92 mm  | 170 mm                                                | 123 mm                                 | 30 mm | 92 mm | 753 g | 10, 12 |

## Dans la culture populaire
Moins populaire que le Glock 17, cette arme de poing apparaît dans plusieurs fictions et jeux vidéo.
Les amateurs de japanimation furent les premiers francophones à découvrir le Steyr M9 dans Full Metal Panic ! et le M-A1 dans Gunslinger Girl: Il Teatrino.
Le cinéphile averti reconnaît les M9A1 dans des films d'action français produit par Europacorp tels Le Transporteur 3, Taken 2 ou From Paris with Love (l'agent de la CIA joué par Jonathan Rhys-Meyers y utilisant un M40A1) , le film d'aventures belgo-français Largo Winch ou le long métrage d'espionnage américain Sécurité rapprochée (tourné en Afrique du Sud) ou Skyfall (23e opus de la saga James Bond).
Les gamers peuvent choisir le M9 dans Crackdown tandis que le M9A1 est une arme poing utilisable dans Warface.

## Principaux clients officiels
- Austria: Spezialeinsatzkräfte SEK
- Germany: Spezialeinsatzkommando SEK polizei
- Georgia: Police SWAT/ERT .
- Malaisie:Police Royale Malaisienne
- Thailand: Royal Thai Air Force, SOR
- Source Wikipédia.com
- Autriche; Allemagne; Malaisie; Pakistan (private contractors?); Taïwan; Thaïlande; Turquie (Source Militaryfactory.com)